# Ptydepe
Ptydepe je umělý jazyk ze hry Václava Havla Vyrozumění (1965), ve které bylo představeno jako oficiální jazyk jedné nejmenované organizace. Dalším takovým jazykem ze hry je chorukor. Autorem idey ptydepe i jeho názvu je Havlův bratr, matematik Ivan.

## Popis jazyka
Ptydepe mělo v prostředí děje hry zajistit štěstí vyloučením emocionality, nepřesností, mnohoznačnosti atp. Ptydepe bylo vyvinuto ryze vědecky, tak, aby eliminovalo dvojznačnosti a možné omyly z přeslechnutí stejně nebo podobně znějících slov. Podle hry se každé slovo ptydepe od těch ostatních musí lišit minimálně o 60 %. Délka slov byla vybrána podle četnosti, s kterou se v mluvě vyskytují. Nejdelší slovo v ptydepe označuje rorýse říčního (fiktivní živočišný druh) a sestává z 319 písmen. Nejkratším slovem je naopak gh, které označuje „cokoli“ a pro případ, že by se našlo slovo pro obsažení obecnějšího významu než „cokoli“, bude mu v ptydepe přiřazeno f.

## Příklad textu v Ptydepe
| „                      | Ra ko hutu d dekotu ely trebomu emusohe, vdegar yd, stro renu er gryk kendy, alyv zvyde dezu, kvyndal fer tekynu sely. Degto yl tre entvester kyleg gh: orka epyl y bodur deptydepe emete. Grojto af xedob yd, kyzem ner osonfterte ylem kho dent d de det detrym gynfer bro enomuz fechtal agni laj kys defyj rokuroch bazuk suhelen… | “ |
| — Vyrozumění, 1. obraz | |   |

## V přeneseném významu
Dnes se přeneseně používá pro označení jakéhokoliv oborového slangu, okolním lidem nesrozumitelného. Například úřednické ptydepe, informatické ptydepe apod. V podobném významu se používá i slovo newspeak, pocházející z románu George Orwella 1984.